# جاو چارنووسکیه
جاو چارنووسکیه (به لهستانی:  Działy Czarnowskie) یک روستا در لهستان است که در گمینا دانبرووکا واقع شده‌است.